# Изофия крымская
Изофия крымская, или кузнечик крымский, или кузнечик бескрылый (лат. Isophya taurica) — вид прямокрылых насекомых из семейства Настоящие кузнечики. Считается вредителем сельскохозяйственных и декоративных растений — наиболее часто вредит табаку и винограду.

## Описание
Длина тела самцов 23,5—29 мм, самок 23—32 мм. Окраска сильно варьирует: темноохряная с буровато-рыжим, тёмно-охряная с чёрным, встречаются особи с чисто зелёной окраской тела. Усики у ярко окрашенных особей обычно чёрные, у зелёных — желтоватые. Личинки имеют более однотонную окраску. Надкрылья самцов не длиннее переднеспинки, несколько вздутые, красновато-бурого цвета, а у зелёных особей — зелёного цвета, в обоих случаях с выраженной беловатой каймой вдоль костального края. Надкрылья самки не короче половины длины переднеспинки. На нижней стороне бёдер по обоим краям имеют несколько маленьких черных шипиков или два шипа на внутреннем нижнем крае. Брюшко на верхней стороне с широкой черной полоской посередине и с двумя широкими желтыми продольными полосами. Бока брюшка светлые, в чёрных пятнышках. Яйцеклад самки в 2,3—2,7 раза длиннее переднеспинки.

## Ареал
Эндемик Крыма, распространен на Южном берегу.

## Биология
Населяет поляны и лужайки с редкими кустарниками и различными лиственными древесными породами, встречается на склонах гор, яйлах. Часто особи могут концентрироваться на посевах, на виноградниках и табаке. Откладывание яиц обычно во второй половине мая — первой половине июня. Однако, возможны сдвиги в годы с поздней весной, а также в зависимости от высоты над уровнем моря. Яйца самки откладывают в почву по 5—10 штук, скрепляя их при помощи секрета придаточных половых желез. Яйцекладка напоминает кубышку саранчовых. Яйца крупного размера, широкие, продолговато-овальные, уплощенные, светло-кофейного или тёмно-коричневого цвета. Длина яиц 5,3—5,5 мм. Личинки появляются во второй декаде марта, а имаго иногда появляются уже в середине мая.
Питается преимущественно на широколиственных растениях — доннике, козлобороднике, татарнике и др.